# خسرو شير
خسرو شیر هي قرية في محافظة خراسان رضوي، إيران. يقدر عدد سكانها بـ 440 نسمة بحسب إحصاء 2016.